# Saul Hallap
Saul Hallap (Hino, 10 dicembre 1897 – Põltsamaa, 18 luglio 1941) è stato un sollevatore estone campione mondiale che gareggiò nelle categorie dei pesi medi (fino a 75 kg.) e dei pesi massimi leggeri (fino a 82,5 kg.).

## Biografia
Saul Hallap vinse la medaglia d'oro ai Campionati mondiali di Tallinn 1922 nella categoria dei pesi medi e due anni dopo si piazzò al 9º posto finale alle Olimpiadi di Parigi 1924 nella categoria dei pesi massimi leggeri.
Dopo la carriera di sollevatore, lavorò come artista circense e massaggiatore.
Nel 1941 perse la vita durante la seconda guerra mondiale insieme alla sua compagna Alma Kaalu, un'acrobata circense. I loro resti furono sepolti nel 2010 nel cimitero di Kanepi.
Dal 2002 si svolge a Kõrveküla un torneo di sollevamento pesi in memoria di Saul Hallap.